# Automóviles eléctricos en Francia

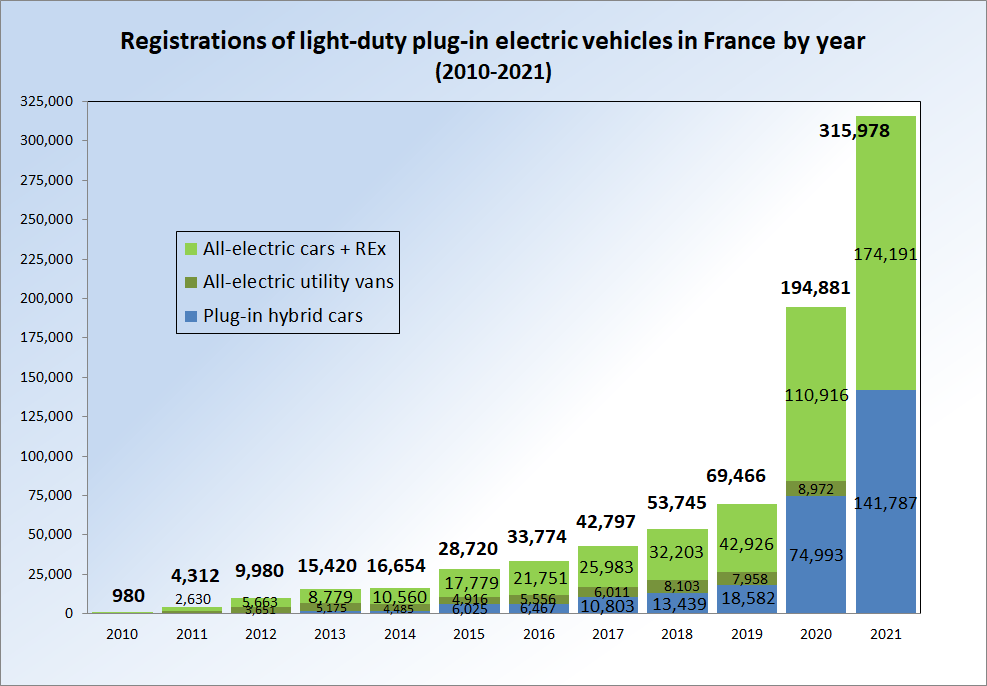
Registro de vehículos eléctricos en Francia por tipo de vehículo entre 2010 y 2021.

El uso del automóvil eléctrico en Francia representa un mercado creciente dentro de este país miembro de la Unión Europea. Desde enero de 2010 un total de 786.274 vehículos eléctricos ligeros han sido registrados hasta diciembre de 2021, consiste de 512.178 vehículos eléctricos de pasajeros y furgonetas eléctricas utilitarias y 274.096 híbridos enchufables. En 2021, la cuota de mercado de los autos eléctricos recargables alcanzó un 15.1 % de las ventas totales de vehículos ligeros nuevos.
El registro de vehículos eléctricos aumentó de 184 unidades en 2010 a 2630 en 2011. Las ventas incrementaron en 115% para 2012 para un total de 5,663 vehículos, permitiendo a Francia clasificar en 4° lugar entre los países con mayor venta, con una cuota de mercado del 18% de las ventas de coches totalmente eléctricos a nivel mundial en el año 2012. Los registros alcanzaron 8,779 eléctricos en 2013, cerca del 55% de 2012, y la cuota de mercado totalmente eléctrico de las ventas totales de automóviles nuevos subió a 0,49% desde el 0,3% en 2012.
Además, 5.175 camionetas de servicios eléctricos se registraron en 2013, un aumento del 42% a partir de 2012, representando una participación del mercado de 1.4% de todos los vehículos eléctricos comerciales vendidos en 2013.

## Industria
Las ventas de vehículos eléctricos y furgones ascendieron a 13.954 unidades en 2013, capturando una participación del mercado combinada de 0.65% de estos dos segmentos. Al contabilizar juntas las ventas de vehículos eléctricos puros y vehículos utilitarios ligeros, Francia fue el líder europeo de vehículos totalmente eléctricos en 2012 y 2013.

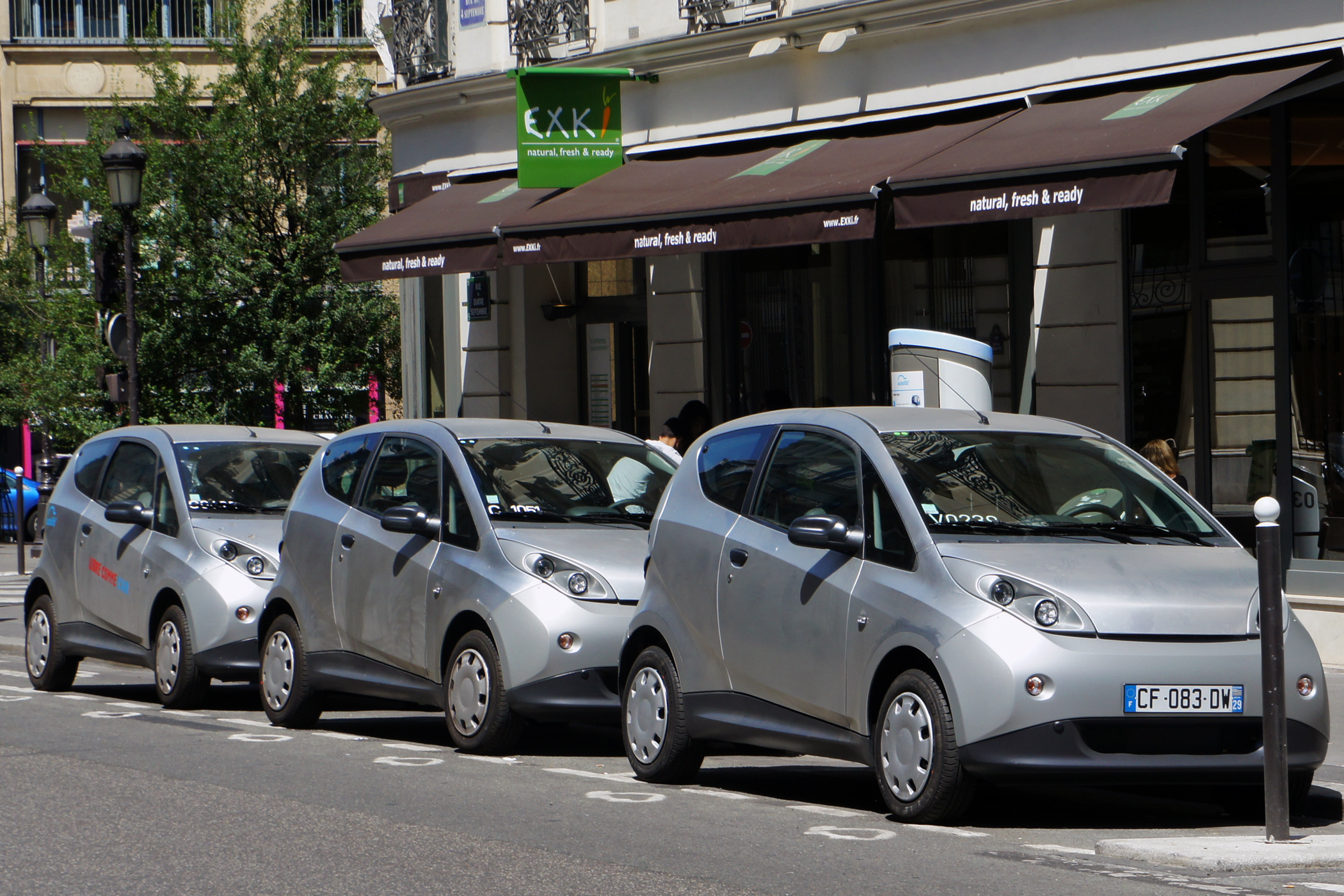
El auto Bolloré Bluecar, entregado para el programa de vehículos Autolib', lidera los registros de vehículos eléctricos con capacidad de carretera en Francia en el año.

Un total de 15.045 coches totalmente eléctricos y furgonetas se registraron en 2014, hasta el 7,8% de 2013. Con 10.560 vehículos matriculados en 2014, un 20,3% más que el año anterior, las ventas de vehículos completamente eléctricos superaron el hito de 10.000 unidades en la primera hora. Esta cifra se elevó a 10.968 unidades con el BMW i3. Las furgonetas continuaron siendo una parte significativa del segmento totalmente eléctrico con 4.485 unidades registradas en 2014, pero por debajo del 13,3% a partir de 2013 . Todos los coches totalmente eléctricos capturaron una cuota de mercado del 0,59% de los 1,7 millones de coches nuevos registrados en Francia en 2014, mientras que los vehículos eléctricos ligeros alcanzaron una cuota de mercado del 1,22% de su segmento. Combinados ambos segmentos representaron una cuota de mercado del 0,70 % de las nuevas matriculaciones en el país en 2014.
Las ventas de vehículos eléctricos de poca potencia alcanzaron su mejor volumen mensual en diciembre de 2014, con 2.227 unidades registradas, el doble del volumen registrado en el mismo mes de 2013. La desaceleración en las ventas que tuvieron lugar en el mercado de eléctricos franceses durante el primer semestre de 2014 permitió a Noruega, con 18.649 nuevos vehículos totalmente eléctricos registrados, convertirse en el país con los vehículos más vendidos del mercado europeo en el segmento totalmente eléctrico a finales de 2014, con Francia estando en segundo lugar. Un total de 14.833 eléctricos fueron vendidos durante los primeros nueve meses de 2015, un 48% más año con año. Las ventas durante este periodo consistieron en 11.779 coches totalmente eléctricos y 3.104 vehículos utilitarios totalmente eléctricos.
En Francia, los híbridos recargables se clasifican y contabilizan junto con los vehículos eléctricos híbridos convencionales. Casi 1.500 híbridos enchufables se registraron durante el año 2012 y 2013. De ellos, un total de 666 híbridos enchufables fueron registrados durante el año 2012. Las ventas del segmento fueron liderados por el Toyota Prius PHV, con 413 registros, seguido por el Opel Ampera con 190. Durante 2013 un total de 800 híbridos enchufables fueron vendidos, un 20% a partir de 2012, con el Prius PHEV continuando como el líder del segmento con 393 unidades, seguido por el PHEV Volvo V60 con 241 unidades y el Porsche Panamera S E -Hybrid con 90 unidades. Las ventas de 2013 devolvieron un total de 14.762 vehículos eléctricos registrados en Francia en 2013, haciendo que el país ocupe el segundo puesto en el mercado europeo después de Holanda, que vendió 28.673 vehículos eléctricos en 2013. Las matriculaciones de automóviles híbridos ascendieron a 1.519 unidades en 2014, casi el doble de registros del año anterior. Las ventas de híbridos fueron impulsados por el Mitsubishi Outlander P - HEV, con 820 unidades registradas en 2014, lo cual representa el 54% de los registros de segmento en Francia ese año. Entre 2012 y 2014, los registros acumulados de híbridos alcanzaron 2.985 unidades, el aumento de registros en Francia de vehículos eléctricos desde 2005 a 46,590 unidades, solo por delante de los Países Bajos (45,020) y convirtiendo a Francia en el país europeo en el que había más vehículos eléctricos en la carretera para diciembre de 2014.

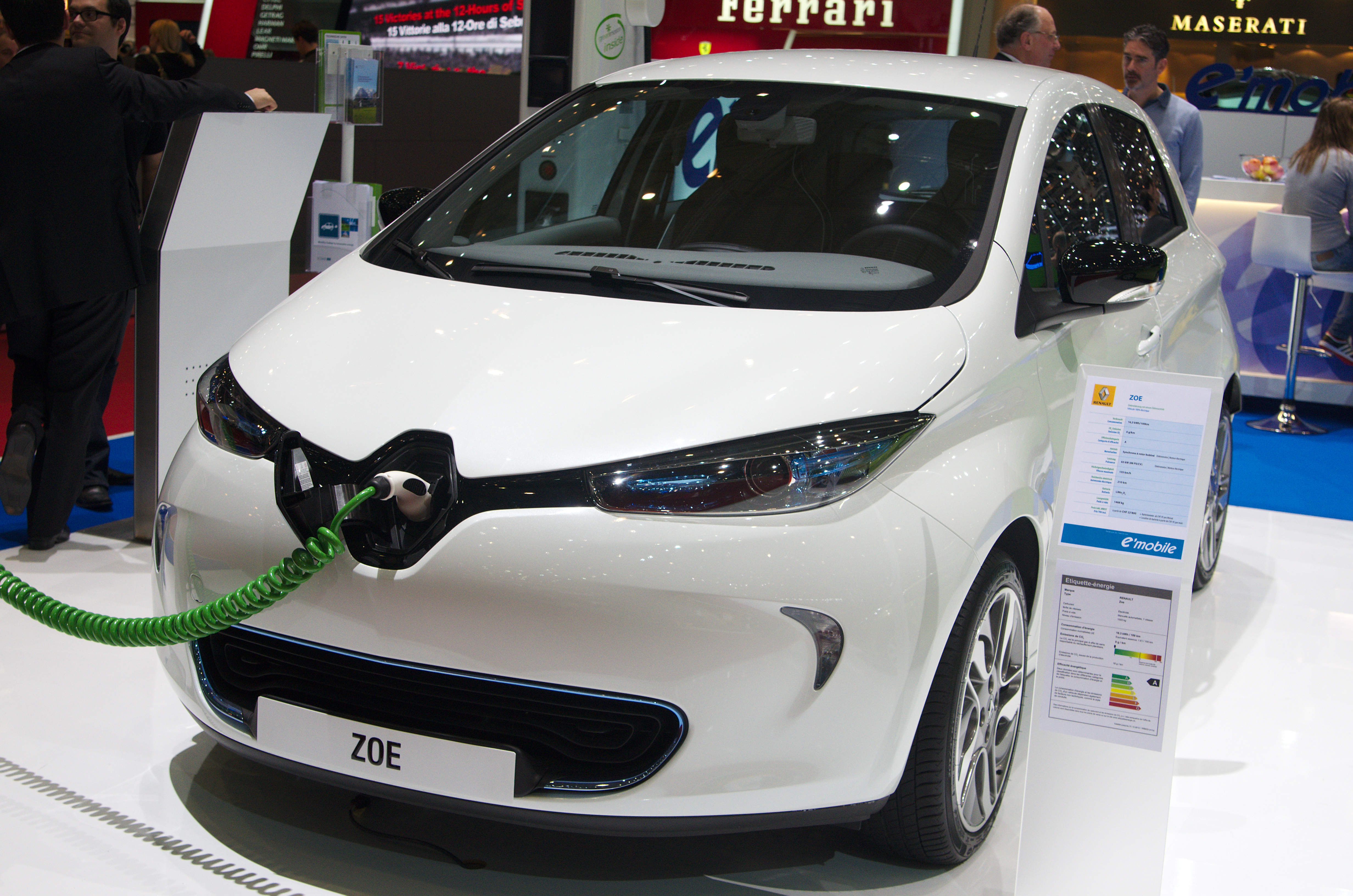
El Renault Zoe ha liderado las ventas en Francia y se posiciona como el país con mayores ventas jamás registradas con 26,210 unidades registradas hasta April de 2016.

Las ventas de automóviles eléctricos en el mercado francés para el 2011 fueron dirigidas por el Citroën C-Zero con 645 unidades, seguido de los iOn Peugeot con 639 vehículos, y el Bluecar Bolloré con 399 coches eléctricos. Durante el año 2012 , las matriculaciones de automóviles totalmente eléctricos en Francia fueron dirigidos por el Bluecar con 1.543 unidades, el C -Zero con 1.409 y el iOn con 1.335, representando en conjunto el 76 % de todas las ventas de automóviles eléctricos ese año. El Renault Kangoo Z.E. tuvo la venta de vehículos eléctricos de utilidad superior con 2.869 unidades registrado en 2012, esto representa una cuota de mercado del 82% del segmento. El cuadriciclo eléctrico Renault Twizy, lanzado en marzo de 2012, vendió 2.232 unidades en 2012, superando el Bluecar Bolloré, la venta de coches eléctricos con capacidad de circular en carretera está clasificada como la segunda mejor en ventas de vehículos eléctricos después de la Kangoo Z.E.

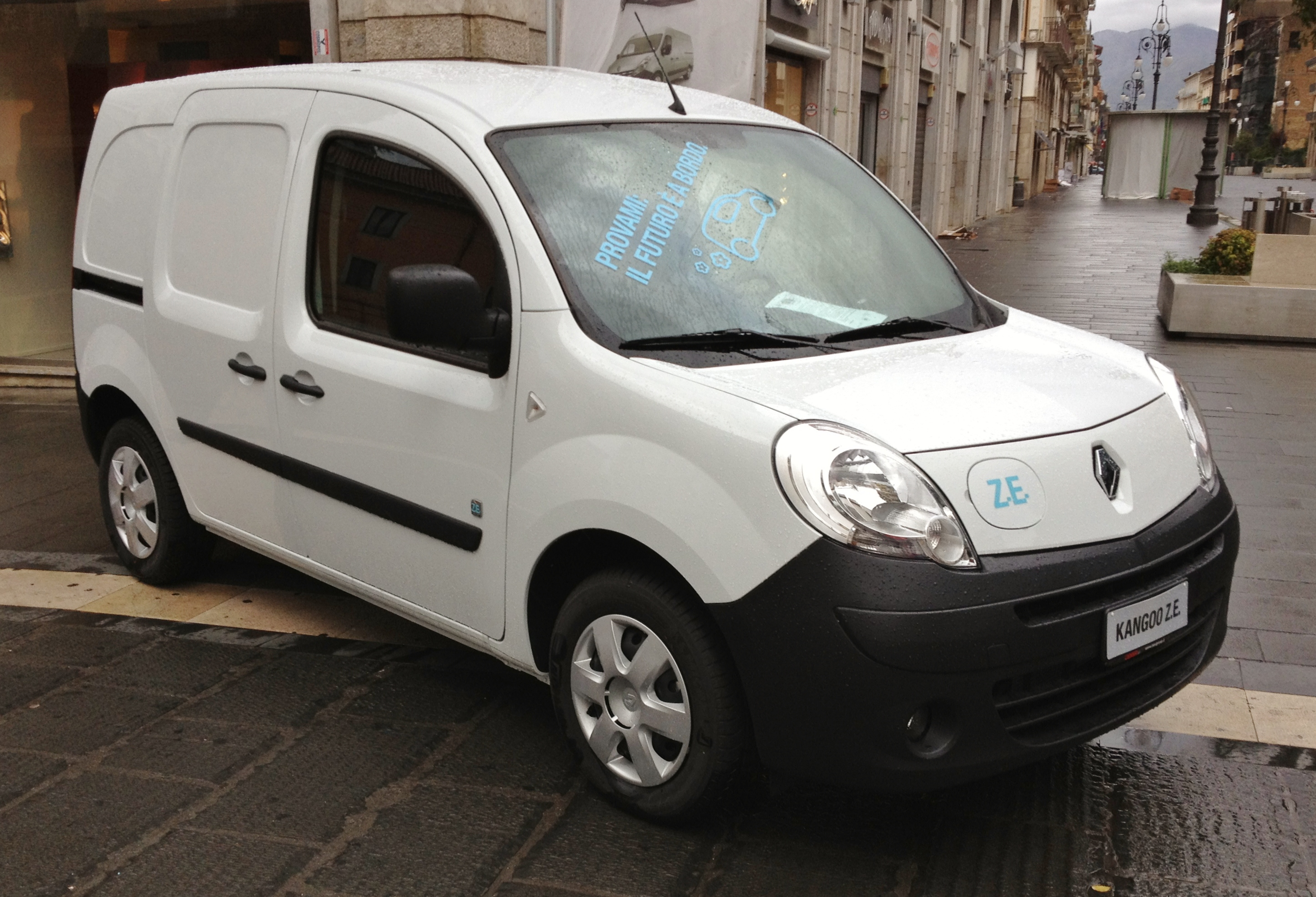
El Renault Kangoo Z.E.es el vehículo utilitario con mayores ventas con 10,000 unidades vendidas para el 2014.

En 2013, los registros de vehículos eléctricos fueron liderados por el Renault Zoe con 5,511 unidades representando 62.8% del total de las ventas, seguido del Nissan Leaf con 1,438 unidades. El líder de registros de vehículos eléctricos utilitarios fue el Renault Kangoo Z.E. con 4,174 unidades, representando el 80.7% de las ventas del segmento. Durante 2013 fueron lanzados muchos vehículos de la gama eléctrica en Francia. Las ventas del Tesla Model S comenzaron en septiembre de 2013, el BMW i3 fue lanzado en octubre y el Volkswagen e-Up! en noviembre.
El Zoe continuó liderando los registros de vehículos eléctricos en 2014, con 5,970 unidades registradas, seguido por el Kangoo Z.E. con 2,657 registros y el Nissan Leaf con 1,600 unidades. De nuevo en 2015, el Zoe fue el líder en ventas con 10,405 unidades vendidas. Para diciembre de 2015, el Renault Zoe fue el líder del segmento con 21,935 unidades registradas desde 2012. En diciembre de 2014, fue seguido por el Kangoo Z.E. van utilitaria con 10,483 unidades registradas desde 2010, el Bolloré Bluecar con 3,770 y el Nissan Leaf con 3,645 unidades. Más unidades del Bluecar están en operación para Autolib' car sharing en París, así como en Lyon y Burdeos.

## Vehículos
La siguiente tabla presenta los registros de los vehículos eléctricos con capacidad de carretera, por tipo de coches eléctricos y registros de marcas entre 2010 y diciembre de 2014.
| Vehículos con capacidad de rodar en carreteras y total de registro de vehículos por tipo entre enero de 2010 y diciembre de 2014 | Vehículos con capacidad de rodar en carreteras y total de registro de vehículos por tipo entre enero de 2010 y diciembre de 2014 | Vehículos con capacidad de rodar en carreteras y total de registro de vehículos por tipo entre enero de 2010 y diciembre de 2014 | Vehículos con capacidad de rodar en carreteras y total de registro de vehículos por tipo entre enero de 2010 y diciembre de 2014 | Vehículos con capacidad de rodar en carreteras y total de registro de vehículos por tipo entre enero de 2010 y diciembre de 2014 | Vehículos con capacidad de rodar en carreteras y total de registro de vehículos por tipo entre enero de 2010 y diciembre de 2014 | Vehículos con capacidad de rodar en carreteras y total de registro de vehículos por tipo entre enero de 2010 y diciembre de 2014 | Vehículos con capacidad de rodar en carreteras y total de registro de vehículos por tipo entre enero de 2010 y diciembre de 2014 |
| Modelo | Total 2010-2014 | Participación de mercado(1) | 2014 | 2013 | 2012 | 2011 | 2010 |
| --- | --- | --- | --- | --- | --- | --- | --- |
| Renault Zoe | 11,529 | 41.4% | 5,970 | 5,511 | 48 | | |
| Bolloré Bluecar | 3,770 | 13.6% | 1,170 | 658 | 1,543 | 399 | |
| Nissan Leaf | 3,645 | 13.1% | 1,600 | 1,438 | 524 | 83 | |
| Peugeot iOn | 2,419 | 8.7% | 163 | 178 | 1,409 | 639 | 30 |
| Citroën C-Zero | 2,241 | 8.1% | 154 | 80 | 1,335 | 645 | 27 |
| Smart electric drive | 1,139 | 4.1% | 509 | 478 | 66 | 52 | 34 |
| Mia electric | 843 | 3.0% | 9 | 201 | 384 | 249 | |
| Renault Fluence Z.E. | 727 | 2.6% | 5 | 18 | 295 | 396 | 13 |
| Tesla Model S | 363 | 1.3% | 328 | 35 | | | |
| Volkswagen e-Up! | 329 | 1.2% | 265 | 64 | | | |
| BMW i3(2) | 261 | 0.9% | 193 | 68 | | | |
| Th!nk City | 121 | 0.4% | | | | 110 | 11 |
| Mitsubishi i MiEV | 112 | 0.4% | | 38 | 24 | 42 | 8 |
| Volkswagen e-Golf | 89 | 0.3% | 89 | | | | |
| Kia Soul EV | 63 | 0.2% | 63 | | | | |
| Mini E | 50 | 0.2% | | | | | 50 |
| Tesla Roadster | 31 | 0.1% | | 1 | 10 | 9 | 11 |
| Mercedes-Benz B-Class Electric Drive | 15 | 0.05% | 15 | | | | |
| Volkswagen Golf blue-e-motion | 15 | 0.05% | | | 15 | | |
| Nissan e-NV200 pax van | 12 | 0.04% | 12 | | | | |
| Ford Focus Electric | 12 | 0.04% | 8 | 4 | | | |
| BMW ActiveE | 10 | 0.04% | | | 10 | | |
| Volvo C30 Electric | 6 | 0.02% | | | | 6 | |
| Lumeneo Neoma | 3 | 0.01% | | 3 | | | |
| Total registrations electric cars | 27,816 | 63.8% | 10,560 | 8,779 | 5,663 | 2,630 | 184 |
| Renault Kangoo Z.E. | 10,483 | 66.4% | 2,657 | 4,174 | 2,869 | 768 | 15 |
| Toral de Vans Utilitarias | 15,789 | 36.2% | 4,485 | 5,175 | 3,651 | 1,682 | 796 |
| Total de Vehículos con capacidad de carretera | 43,605 | 100% | 15,045 | 13,954 | 9,314 | 4,312 | 980 |
| Nota (1) Mediante el modelo, es la cuota de mercado como porcentaje de los 27,816 coches eléctricos y 15.789 camionetas registradas entre 2010 y 2014 y por tipo, la proporción de cada tipo de vehículo (coche o furgoneta) como porcentaje del 43,605 eléctrica vehículos registrados entre 2010 y 2014. | | | | | | | |

## Incentivos del gobierno

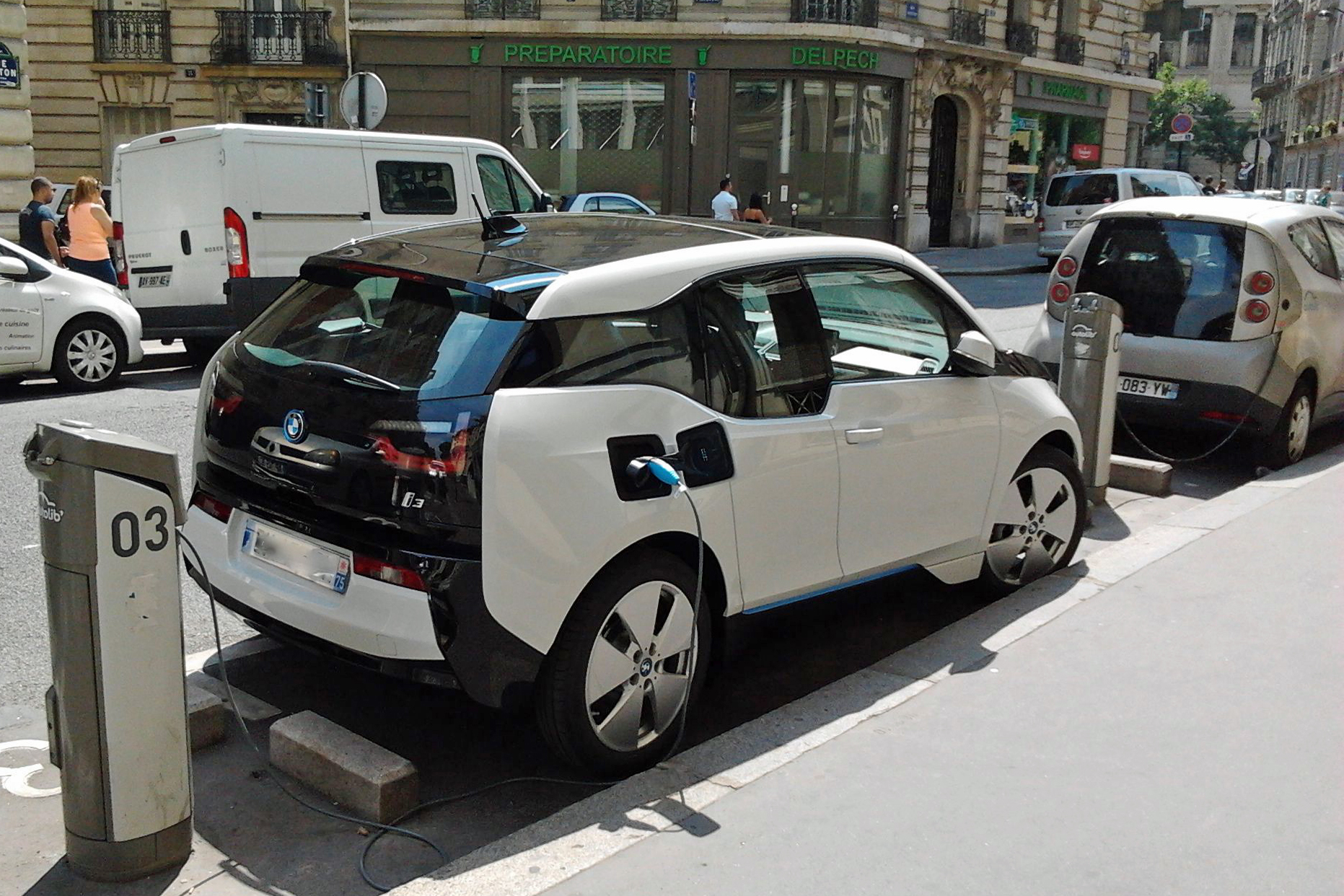
BMW i3 cargando en una Autolib', estación de carga en París.

Hasta el 31 de julio de 2012 y en virtud de un sistema de Bonus-Malus, un bono de hasta 5.000€ se concedió en Francia para la compra de nuevos coches con emisiones de CO2 de 60 gr/km o menos que beneficiaban a los coches totalmente eléctricos y cualquier enchufable híbrido con este tipo de bajas emisiones. Los vehículos que emiten hasta 125 gr/km o menos, como los híbridos y los vehículos de gas natural, se les concedió hasta 2.000 €. El incentivo no podía superar el 20% del precio de venta, IVA incluido, con el costo de la batería adicional si se alquila.
Efectiva desde el 1 de agosto de 2012, el gobierno aumentó la ventaja para los coches eléctricos hasta 7.000 €, pero con un tope de 30 % del precio del vehículo, incluido el IVA. El precio incluye los gastos de arrendamiento de la batería, y por lo tanto, los coches eléctricos que necesitan un contrato de arrendamiento de la batería también son elegibles para el bono. Un coche eléctrico vendido por 23.333 € con IVA es elegible para el bono máximo de 7000 euros. El nivel de emisión para el bono máximo se elevó a 20 gr/km o menos. Los coches con los niveles de emisión entre 20 y 50 gr/km son elegibles para un bono de hasta 5.000 €.